# مرسيدس-بنز أس أل أس أيه أم جي
مرسيدس أس أل أس أيه أم جي هي سيارة سياحية فخمة ببابين صممت من قبل فرع مرسيديس عالي الأداء أيه أم جي من الصانع الألماني مرسيدس بنز. تعتبر السيارة أول سيارة صممها فرع مرسيدس أيه أم جي بالكامل حيث تجمع بين تصميم أنيق خفيف الوزن وديناميكية قيادة كبيرة كما يعد أبرز ما يظهر في التصميم الخارجي هو الأبواب التي تفتح إلى أعلى كتلك الشبيه بطراز أس أل 300. تحتوي المقصورة على مقود رياضي متعدّد الاستعمالات مع عدد من الأزرار للتحكّم بالأنظمة المختلفة، بينما تحمل المقاعد الجلدية الرياضية شعار أيه أم جي، وتتمتع بمساند رأس مصنوعة من المغنيسيوم.